# Europese kampioenschappen judo 1983 (mannen)
De Europese kampioenschappen judo 1983 werden van 12 tot en met 15 mei 1983 gehouden in Parijs, Frankrijk. 

## Resultaten
| Gewichtsklasse | Goud             | Zilver              | Brons                                   |
| -------------- | ---------------- | ------------------- | --------------------------------------- |
| – 60 kg        | Chazret Tletseri | Andrzej Dziemianiuk | Klaus-Peter Stollberg Peter Jupke       |
| – 65 kg        | Thierry Rey      | Jaroslaw Kříž       | Nikolaj Solodoechin Janusz Pawłowski    |
| – 71 kg        | Richard Melillo  | Ezio Gamba          | Karl-Heinz Lehmann Steffen Stranz       |
| – 78 kg        | Neil Adams       | Seppo Myllylä       | Sjota Chabareli Andrzej Sadej           |
| – 86 kg        | Vitali Pesnjak   | Peter Seisenbacher  | Detlef Ultsch Mario Vecchi              |
| – 95 kg        | Valeri Divisenko | Roger Vachon        | Robert Van de Walle Günther Neureuther  |
| + 95 kg        | Chabil Biktasjev | Dimitar Zapryanov   | Angelo Parisi Alexander von der Groeben |
| Open           | Angelo Parisi    | Robert Van de Walle | Grigori Veritsjev Juha Salonen          |

## Medailleklassement
| Plaats | Land                           | Goud | Zilver | Brons | Totaal |
| 1      | Sovjet-Unie                    | 4    | –      | 3     | 7      |
| 2      | Frankrijk                      | 3    | 1      | 1     | 5      |
| 3      | Verenigd Koninkrijk            | 1    | –      | –     | 1      |
| 4      | Polen                          | –    | 1      | 2     | 3      |
| 5      | Italië                         | –    | 1      | 1     | 2      |
| 5      | Finland                        | –    | 1      | 1     | 2      |
| 5      | België                         | –    | 1      | 1     | 2      |
| 8      | Tsjecho-Slowakije              | –    | 1      | –     | 1      |
| 8      | Oostenrijk                     | –    | 1      | –     | 1      |
| 8      | Bulgarije                      | –    | 1      | –     | 1      |
| 11     | Bondsrepubliek Duitsland       | –    | –      | 4     | 4      |
| 12     | Duitse Democratische Republiek | –    | –      | 3     | 3      |
|        | Totaal                         | 8    | 8      | 16    | 32     |